# 雲林縣大埤鄉聯美國民小學
雲林縣大埤鄉聯美國民小學（簡稱聯美國小）是一所位在台灣雲林縣大埤鄉的國民小學。
1969年8月，設立雲林縣大埤鄉舊庄國民小學聯美分班，次年8月升格為聯美分校。1976年，經臺灣省政府教育廳核定，8月由分校獨立設校，稱雲林縣大埤鄉聯美國民小學。
2001年獲得雲林縣學生舞蹈比賽創造性兒童舞蹈國小丙組第一名。學校申請教育部「創意校園」經費，規劃利用已有的30餘棵菩提樹，設置大樹基地、大樹劇場、菩提步道等設施，讓植栽融入校園生活。也有製作稻草人，學習扯鈴、小提琴、跆拳道等才藝，及在學校對面農田焢窯的活動。

## 外部連結
- 雲林縣聯美國小資訊網